# Bois-Normand-près-Lyre
 Bois-Normand-près-Lyre  là một xã thuộc tỉnh Eure trong vùng Normandie miền bắc nước Pháp.